# نیم‌منقاری وبر
نیم‌منقاری وبر (نام علمی: Nomorhamphus weberi) نام یک گونه از تیره نیم‌منقارماهی‌های زنده‌زا است.